# Arturo Tabera Araoz
Arturo Tabera Araoz C.M.F., španski rimskokatoliški duhovnik, škof in kardinal, * 29. oktober 1903, Barco de Avila, Španija, † 13. junij 1975, Rim.

## Življenjepis
22. decembra 1928 je prejel duhovniško posvečenje.
16. februarja 1946 je postal apostolski administrator Barbastra in naslovni škof Lirb; 5. maja istega leta je prejel škofovsko posvečenje.
2. februarja 1950 je postal škof Barbastre, 13. maja istega leta škof Albaceta in 23. julija 1968 nadškof Pamplone. Z nadškofovskega položaja je odstopil 4. decembra 1971.
28. aprila 1969 je bil povzdignjen v kardinala in imenovan za kardinal-duhovnika S. Pietro in Montorio.
20. februarja 1971 je bil imenovan za prefekta Kongregacije za božansko čaščenje in 8. septembra 1973 za prefekta Kongregacije za zadeve verujočih.